# Irán a 2016. évi nyári olimpiai játékokon
Irán a brazíliai Rio de Janeiróban megrendezett 2016. évi nyári olimpiai játékok egyik részt vevő nemzete volt. Az országot az olimpián 15 sportágban 63 sportoló képviselte, akik összesen 8 érmet szereztek.

## Érmesek
| Érem  | Versenyző       | Sportág    | Versenyszám               |
| ----- | --------------- | ---------- | ------------------------- |
| Arany | Hasszán Jazdani | Birkózás   | Férfi szabadfogás, 74 kg  |
| Arany | Kiánus Rosztami | Súlyemelés | Férfi 85 kg               |
| Arany | Sohrab Moradi   | Súlyemelés | Férfi 94 kg               |
| Ezüst | Komeil Gászemi  | Birkózás   | Férfi szabadfogás, 125 kg |
| Bronz | Saeid Abdevali  | Birkózás   | Férfi kötöttfogás, 75 kg  |
| Bronz | Gászem Rezái    | Birkózás   | Férfi kötöttfogás, 98 kg  |
| Bronz | Hassan Rahimi   | Birkózás   | Férfi szabadfogás, 57 kg  |
| Bronz | Kimia Alizadeh  | Taekwondo  | Női pehelysúly            |

## Asztalitenisz
Férfi
| Versenyző      | Versenyszám | Selejtező                                       | 64-es főtábla                                       | 48-as főtábla     | 32-es főtábla     | Nyolcaddöntő      | Negyeddöntő       | Elődöntő          | Döntő             | Helyezés |
| Versenyző      | Versenyszám | Ellenfél Eredmény                               | Ellenfél Eredmény                                   | Ellenfél Eredmény | Ellenfél Eredmény | Ellenfél Eredmény | Ellenfél Eredmény | Ellenfél Eredmény | Ellenfél Eredmény | Helyezés |
| -------------- | ----------- | ----------------------------------------------- | --------------------------------------------------- | ----------------- | ----------------- | ----------------- | ----------------- | ----------------- | ----------------- | -------- |
| Nima Alamian   | Egyes       | Kanak Jha (USA) · 11–3, 7–11, 11–7, 11–9, 12–10 | Ovidiu Ionescu (ROU) · 7–11, 6–11, 9–11, 11–9, 4–11 | kiesett           | kiesett           | kiesett           | kiesett           | kiesett           | kiesett           | 49.      |
| Noshad Alamian | Egyes       | erőnyerő                                        | Bojan Tokič (SLO) · 8–11, 11–7, 4–11, 5–11, 9–11    | kiesett           | kiesett           | kiesett           | kiesett           | kiesett           | kiesett           | 49.      |

Női
| Versenyző       | Versenyszám | Selejtező         | 64-es főtábla                                                           | 48-as főtábla     | 32-es főtábla     | Nyolcaddöntő      | Negyeddöntő       | Elődöntő          | Döntő             | Helyezés |
| Versenyző       | Versenyszám | Ellenfél Eredmény | Ellenfél Eredmény                                                       | Ellenfél Eredmény | Ellenfél Eredmény | Ellenfél Eredmény | Ellenfél Eredmény | Ellenfél Eredmény | Ellenfél Eredmény | Helyezés |
| --------------- | ----------- | ----------------- | ----------------------------------------------------------------------- | ----------------- | ----------------- | ----------------- | ----------------- | ----------------- | ----------------- | -------- |
| Neda Shahsavari | Egyes       | erőnyerő          | Aljakszandra Privalava (BLR) · 8–11, 8–11, 11–8, 11–8, 8–11, 11–4, 5–11 | kiesett           | kiesett           | kiesett           | kiesett           | kiesett           | kiesett           | 49.      |

## Atlétika
Férfi
| Versenyző              | Versenyszám     | Selejtező | Selejtező | Selejtező | Előfutam | Előfutam | Előfutam | Elődöntő | Elődöntő | Elődöntő | Döntő   | Döntő    |
| Versenyző              | Versenyszám     | Idő       | Hely.     | Össz.     | Idő      | Hely.    | Össz.    | Idő      | Hely.    | Össz.    | Idő     | Helyezés |
| ---------------------- | --------------- | --------- | --------- | --------- | -------- | -------- | -------- | -------- | -------- | -------- | ------- | -------- |
| Reza Gászemi           | 100 m           | kiemelt   | kiemelt   | kiemelt   | 10,47    | 7.       | 58.**    | kiesett  | kiesett  | kiesett  | kiesett | kiesett  |
| Hassan Taftian         | 100 m           | kiemelt   | kiemelt   | kiemelt   | 10,17    | 3.       | 17.*     | 10,23    | 8.       | 22.      | kiesett | kiesett  |
| Mohammad Jaafar Moradi | Maraton         |           |           |           |          |          |          |          |          |          | 2:31:58 | 129.     |
| Hamid Reza Zouravand   | 20 km gyaloglás |           |           |           |          |          |          |          |          |          | 1:27:45 | 54.      |

| Versenyző          | Versenyszám   | Selejtező | Selejtező | Döntő    | Döntő    |
| Versenyző          | Versenyszám   | Eredmény  | Helyezés  | Eredmény | Helyezés |
| ------------------ | ------------- | --------- | --------- | -------- | -------- |
| Mohammad Arzandeh  | Távolugrás    | 731 cm    | 29.       | kiesett  | kiesett  |
| Ehszán Haddádi     | Diszkoszvetés | 60,15 m   | 24.       | kiesett  | kiesett  |
| Mahmoud Samimi     | Diszkoszvetés | 56,94 m   | 30.       | kiesett  | kiesett  |
| Pezhman Ghalehnoei | Kalapácsvetés | 69,15 m   | 28.       | kiesett  | kiesett  |
| Kaveh Mousavi      | Kalapácsvetés | 65,03 m   | 29.       | kiesett  | kiesett  |

Női
| Versenyző    | Versenyszám | Selejtező | Selejtező | Döntő    | Döntő    |
| Versenyző    | Versenyszám | Eredmény  | Helyezés  | Eredmény | Helyezés |
| ------------ | ----------- | --------- | --------- | -------- | -------- |
| Leyla Rajabi | Súlylökés   | 16,34 m   | 32.       | kiesett  | kiesett  |

* - egy másik versenyzővel azonos eredményt ért el

** - két másik versenyzővel azonos eredményt ért el

## Birkózás

### Férfi
Kötöttfogású
| Versenyző           | Versenyszám | Selejtező                  | Nyolcaddöntő                            | Negyeddöntő                  | Elődöntő          | Vigaszág első kör                       | Vigaszág elődöntő        | Bronz- mérkőzés           | Döntő             | Helyezés |
| Versenyző           | Versenyszám | Ellenfél Eredmény          | Ellenfél Eredmény                       | Ellenfél Eredmény            | Ellenfél Eredmény | Ellenfél Eredmény                       | Ellenfél Eredmény        | Ellenfél Eredmény         | Ellenfél Eredmény | Helyezés |
| ------------------- | ----------- | -------------------------- | --------------------------------------- | ---------------------------- | ----------------- | --------------------------------------- | ------------------------ | ------------------------- | ----------------- | -------- |
| Hamid Szórján       | 59 kg       | Óta Sinobu (JPN) · 4–5     |                                         |                              |                   | Almat Kebiszpajev (KAZ) · 7–6 kétvállas | kiesett                  | kiesett                   |                   | 11.      |
| Omid Nóruzi         | 66 kg       | erőnyerő                   | Wuilexis Rivas (VEN) · 2–1              | Shmagi Bolkvadze (GEO) · 0–2 | kiesett           | kiesett                                 | kiesett                  | kiesett                   | kiesett           | 10.      |
| Saeid Abdevali      | 75 kg       | erőnyerő                   | Mark Madsen (DEN) · 1–1                 |                              |                   |                                         | Viktor Nemeš (SRB) · 2–2 | Bácsi Péter (HUN) · 5–2   |                   |          |
| Habibollah Akhlaghi | 85 kg       | Zakarias Berg (SWE) · 10–0 | Davit Chakvetadze (RUS) · 2–9 kétvállas |                              |                   | Saman Tahmasebi (AZE) · 3–2             | Denis Kudla (GER) · 1–1  | kiesett                   |                   | 7.       |
| Gászem Rezái        | 98 kg       | erőnyerő                   | Luillys Pérez (VEN) · 8–0               | Yasmany Lugo (CUB) · 0–4     |                   |                                         | Xiao Di (CHN) · 7–0      | Fredrik Schön (SWE) · 4–4 |                   |          |
| Bashir Babajanzadeh | 130 kg      | erőnyerő                   | Meng Qiang (CHN) · 3–1                  | Eduard Popp (GER) · 1–3      | kiesett           | kiesett                                 | kiesett                  | kiesett                   | kiesett           | 10.      |

Szabadfogású
| Versenyző              | Versenyszám | Selejtező                       | Nyolcaddöntő                      | Negyeddöntő                  | Elődöntő                         | Vigaszág első kör          | Vigaszág elődöntő                       | Bronz- mérkőzés                    | Döntő                       | Helyezés |
| Versenyző              | Versenyszám | Ellenfél Eredmény               | Ellenfél Eredmény                 | Ellenfél Eredmény            | Ellenfél Eredmény                | Ellenfél Eredmény          | Ellenfél Eredmény                       | Ellenfél Eredmény                  | Ellenfél Eredmény           | Helyezés |
| ---------------------- | ----------- | ------------------------------- | --------------------------------- | ---------------------------- | -------------------------------- | -------------------------- | --------------------------------------- | ---------------------------------- | --------------------------- | -------- |
| Hassan Rahimi          | 57 kg       | erőnyerő                        | Garnik Mnatsakanyan (ARM) · 13–0  | Viktor Lebegyev (RUS) · 6–1  | Higucsi Rei (JPN) · 5–10         |                            |                                         | Yowlys Bonne (CUB) · kétvállas 9–0 |                             |          |
| Meisam Nasiri          | 65 kg       | Borislav Novachkov (BUL) · 7–10 | kiesett                           | kiesett                      | kiesett                          | kiesett                    | kiesett                                 | kiesett                            | kiesett                     | 15.      |
| Hasszán Jazdani        | 74 kg       | erőnyerő                        | Asnage Castelly (HAI) · 10–0      | Soner Demirtaş (TUR) · 7–0   | Galymzhan Userbayev (KAZ) · 10–0 |                            |                                         |                                    | Anyiuar Gedujev (RUS) · 6–6 |          |
| Alireza Karimimachiani | 86 kg       | Mohamed Saadaoui (TUN) · 9–0    | Mihail Ganev (BUL) · 7–2          | J’Den Cox (USA) · 1–5        | kiesett                          | kiesett                    | kiesett                                 | kiesett                            | kiesett                     | 7.       |
| Reza Jazdáni           | 97 kg       | İbrahim Bölükbaşı (TUR) · 10–0  | Xetaq Qazyumov (AZE) · 1–2        |                              |                                  | Radosław Baran (POL) · 5–2 | Mogamed Ibragimov (UZB) · 0–5 kétvállas | kiesett                            |                             | 7.       |
| Komeil Gászemi         | 125 kg      | Korey Jarvis (CAN) · 5–2        | Diaaeldin Kamal Gouda (EGY) · 7–0 | Geno Petriasvili (GEO) · 4–4 | Tervel Dlagnev (USA) · 10–0      |                            |                                         |                                    | Taha Akgül (TUR) · 1–3      |          |

## Cselgáncs
Férfi
| Versenyző     | Versenyszám  | Selejtező         | 32-es főtábla                            | Nyolcaddöntő      | Negyeddöntő       | Elődöntő          | Vigaszág elődöntő | Bronz- mérkőzés   | Döntő             | Helyezés |
| Versenyző     | Versenyszám  | Ellenfél Eredmény | Ellenfél Eredmény                        | Ellenfél Eredmény | Ellenfél Eredmény | Ellenfél Eredmény | Ellenfél Eredmény | Ellenfél Eredmény | Ellenfél Eredmény | Helyezés |
| ------------- | ------------ | ----------------- | ---------------------------------------- | ----------------- | ----------------- | ----------------- | ----------------- | ----------------- | ----------------- | -------- |
| Saeid Mollaei | Váltósúly    | erőnyerő          | Haszan Halmurzajev (RUS) · 000(3)–000(2) | kiesett           | kiesett           | kiesett           |                   |                   |                   | 17.      |
| Javad Mahjoub | Félnehézsúly | erőnyerő          | Toma Nikiforov (BEL) · 000(2)–100(1)     | kiesett           | kiesett           | kiesett           |                   |                   |                   | 17.      |

## Evezés
Női
| Versenyző   | Versenyszám  | Előfutam | Előfutam | Vigaszág | Vigaszág | Negyeddöntő   | Negyeddöntő   | Elődöntő | Elődöntő | Elődöntő | Döntő | Döntő   | Döntő | Helyezés |
| Versenyző   | Versenyszám  | Idő      | Hely.    | Idő      | Hely.    | Idő           | Hely.         | Típus    | Idő      | Hely.    | Típus | Idő     | Hely. | Helyezés |
| ----------- | ------------ | -------- | -------- | -------- | -------- | ------------- | ------------- | -------- | -------- | -------- | ----- | ------- | ----- | -------- |
| Mahsa Javer | Egypárevezős | 8:39,28  | 4.       | 8:06,57  | 3.       | nem jutott be | nem jutott be | E/F      | 8:45,54  | 2.       | E     | 8:43,34 | 4.    | 28.      |

## Íjászat
Női
| Versenyző    | Versenyszám | Selejtező | Selejtező | 64-es főtábla                     | 32-es főtábla     | Nyolcaddöntő      | Negyeddöntő       | Elődöntő          | Döntő             | Helyezés |
| Versenyző    | Versenyszám | Pont      | Kiemelés  | Ellenfél Eredmény                 | Ellenfél Eredmény | Ellenfél Eredmény | Ellenfél Eredmény | Ellenfél Eredmény | Ellenfél Eredmény | Helyezés |
| ------------ | ----------- | --------- | --------- | --------------------------------- | ----------------- | ----------------- | ----------------- | ----------------- | ----------------- | -------- |
| Zahra Nemati | Egyéni      | 609       | 49.       | Inna Sztyepanova (RUS)(16.) · 2-6 | kiesett           | kiesett           | kiesett           | kiesett           | kiesett           | 33.      |

## Kajak-kenu

### Gyorsasági
Férfi
| Versenyző              | Versenyszám      | Előfutam | Előfutam | Előfutam | Elődöntő | Elődöntő | Elődöntő | Döntő   | Döntő   | Döntő    | Helyezés |
| Versenyző              | Versenyszám      | Idő      | Hely.    | Össz.    | Idő      | Hely.    | Össz.    | Típus   | Idő     | Helyezés | Helyezés |
| ---------------------- | ---------------- | -------- | -------- | -------- | -------- | -------- | -------- | ------- | ------- | -------- | -------- |
| Adel Mojalallimoghadam | Kenu egyes 200 m | 41,650   | 4.       | 17.      | 42,386   | 6.       | 17.      | kiesett | kiesett | kiesett  | 17.      |

## Kerékpározás

### Országúti kerékpározás
Férfi
| Versenyző        | Versenyszám   | Idő           | Helyezés      |
| ---------------- | ------------- | ------------- | ------------- |
| Arvin Moazami    | Mezőnyverseny | nem ért célba | nem ért célba |
| Samad Pourseyedi | Mezőnyverseny | nem ért célba | nem ért célba |
| Gáder Mizbáni    | Mezőnyverseny | nem ért célba | nem ért célba |
| Gáder Mizbáni    | Időfutam      | 1:21:39,45    | 31.           |

## Ökölvívás
Férfi
| Versenyző         | Versenyszám  | Selejtező                    | Nyolcaddöntő      | Negyeddöntő       | Elődöntő          | Döntő             | Helyezés |
| Versenyző         | Versenyszám  | Ellenfél Eredmény            | Ellenfél Eredmény | Ellenfél Eredmény | Ellenfél Eredmény | Ellenfél Eredmény | Helyezés |
| ----------------- | ------------ | ---------------------------- | ----------------- | ----------------- | ----------------- | ----------------- | -------- |
| Ehszán Rouzbahani | Félnehézsúly | Peter Müllenberg (NED) · 0-3 | kiesett           | kiesett           | kiesett           | kiesett           | 17.      |

## Röplabda

### Férfi
| Iráni férfi röplabdacsapat-játékoskeret                                                            | Iráni férfi röplabdacsapat-játékoskeret                                                                     |
| -------------------------------------------------------------------------------------------------- | --- |
| - Milad Ebadipour - Farhad Ghaemi - Amir Ghafour - Adel Gholami - Mehdi Mahdavi - Shahram Mahmoudi | - Mahdi Marandi - Saeid Marouf - Mojtaba Mirzajanpour - Mohammad Mousavi - Mostafa Sharifat - Hamzeh Zarini |

#### Eredmények
Csoportkör
B csoport
|       |                     | Mérkőzések | Mérkőzések | Mérkőzések | Mérkőzések | Szettek | Szettek | Szettek | Pontok | Pontok | Pontok |
| Hely. | Csapat              | M          | Gy         | V          | Pont       | Sz+     | Sz–     | SzA     | P+     | P–     | PA     |
| ----- | ------------------- | ---------- | ---------- | ---------- | ---------- | ------- | ------- | ------- | ------ | ------ | ------ |
| 1.    | Argentína (ARG)     | 5          | 4          | 1          | 12         | 12      | 4       | 3,000   | 394    | 335    | 1,176  |
| 2.    | Lengyelország (POL) | 5          | 4          | 1          | 12         | 14      | 5       | 2,800   | 447    | 389    | 1,149  |
| 3.    | Oroszország (RUS)   | 5          | 4          | 1          | 11         | 13      | 6       | 2,167   | 432    | 367    | 1,177  |
| 4.    | Irán (IRI)          | 5          | 2          | 3          | 7          | 8       | 9       | 0,889   | 389    | 392    | 0,992  |
| 5.    | Egyiptom (EGY)      | 5          | 1          | 4          | 3          | 3       | 12      | 0,250   | 286    | 362    | 0,790  |
| 6.    | Kuba (CUB)          | 5          | 0          | 5          | 0          | 1       | 15      | 0,067   | 300    | 403    | 0,744  |

| 2016. augusztus 7. 22:35 (3:35) | Argentína (ARG)                   | 3–0 | Irán (IRI) | Ginásio do Maracanãzinho, Rio de Janeiro Nézőszám: 6460 Játékvezető: Fabrizio Pasquali (ITA), Liu Csiang (Liu Jiang) (CHN) |
| 2016. augusztus 7. 22:35 (3:35) | (25–23, 26–24, 25–18) Jegyzőkönyv |     |            | Ginásio do Maracanãzinho, Rio de Janeiro Nézőszám: 6460 Játékvezető: Fabrizio Pasquali (ITA), Liu Csiang (Liu Jiang) (CHN) |

| 2016. augusztus 9. 17:05 (22:05) | Lengyelország (POL)                             | 3–2 | Irán (IRI) | Ginásio do Maracanãzinho, Rio de Janeiro Nézőszám: 7227 Játékvezető: Paulo Turci (BRA), Susana Rodríguez (ESP) |
| 2016. augusztus 9. 17:05 (22:05) | (25–17, 25–23, 23–25, 20–25, 18–16) Jegyzőkönyv |     |            | Ginásio do Maracanãzinho, Rio de Janeiro Nézőszám: 7227 Játékvezető: Paulo Turci (BRA), Susana Rodríguez (ESP) |

| 2016. augusztus 11. 9:30 (14:30) | Irán (IRI)                        | 3–0 | Kuba (CUB) | Ginásio do Maracanãzinho, Rio de Janeiro Nézőszám: 6625 Játékvezető: Fabrizio Pasquali (ITA), Juray Mokrý (SVK) |
| 2016. augusztus 11. 9:30 (14:30) | (25–21, 31–29, 25–16) Jegyzőkönyv |     |            | Ginásio do Maracanãzinho, Rio de Janeiro Nézőszám: 6625 Játékvezető: Fabrizio Pasquali (ITA), Juray Mokrý (SVK) |

| 2016. augusztus 13. 9:30 (14:30) | Irán (IRI)                        | 3–0 | Egyiptom (EGY) | Ginásio do Maracanãzinho, Rio de Janeiro Nézőszám: 6262 Játékvezető: Andrey Zenovich (RUS), Rogerio Espicalsky (BRA) |
| 2016. augusztus 13. 9:30 (14:30) | (28–26, 25–22, 25–16) Jegyzőkönyv |     |                | Ginásio do Maracanãzinho, Rio de Janeiro Nézőszám: 6262 Játékvezető: Andrey Zenovich (RUS), Rogerio Espicalsky (BRA) |

| 2016. augusztus 15. 15:00 (20:00) | Oroszország (RUS)                 | 3–0 | Irán (IRI) | Ginásio do Maracanãzinho, Rio de Janeiro Nézőszám: 7387 Játékvezető: Liu Csiang (Liu Jiang) (CHN), Fabrizio Pasquali (ITA) |
| 2016. augusztus 15. 15:00 (20:00) | (25–23, 25–16, 25–20) Jegyzőkönyv |     |            | Ginásio do Maracanãzinho, Rio de Janeiro Nézőszám: 7387 Játékvezető: Liu Csiang (Liu Jiang) (CHN), Fabrizio Pasquali (ITA) |

Negyeddöntő
| 2016. augusztus 17. 18:00 (23:00) | Olaszország (ITA)                 | 3–0 | Irán (IRI) | Ginásio do Maracanãzinho, Rio de Janeiro Nézőszám: 7213 Játékvezető: Denny Cespedes (DOM), Juraj Mokrý (SVK) |
| 2016. augusztus 17. 18:00 (23:00) | (31–29, 25–19, 25–17) Jegyzőkönyv |     |            | Ginásio do Maracanãzinho, Rio de Janeiro Nézőszám: 7213 Játékvezető: Denny Cespedes (DOM), Juraj Mokrý (SVK) |

| Csapat     | Helyezés |
| ---------- | -------- |
| Irán (IRI) | 5.       |

## Sportlövészet
Férfi
| Versenyző        | Versenyszám           | Selejtező | Selejtező | Döntő   | Döntő    |
| Versenyző        | Versenyszám           | Pont      | Helyezés  | Pont    | Helyezés |
| ---------------- | --------------------- | --------- | --------- | ------- | -------- |
| Pouria Norouzian | Légpuska              | 622,2     | 22.       | kiesett | kiesett  |
| Pouria Norouzian | Sportpuska, összetett | 1168      | 26.       | kiesett | kiesett  |

Női
| Versenyző              | Versenyszám           | Selejtező | Selejtező | Elődöntő | Elődöntő | Döntő   | Döntő    |
| Versenyző              | Versenyszám           | Pont      | Helyezés  | Pont     | Helyezés | Pont    | Helyezés |
| ---------------------- | --------------------- | --------- | --------- | -------- | -------- | ------- | -------- |
| Golnoush Sebghatollahi | Légpisztoly           | 379       | 21.       |          |          | kiesett | kiesett  |
| Golnoush Sebghatollahi | Sportpisztoly         | 572       | 28.       | kiesett  | kiesett  | kiesett | kiesett  |
| Elaheh Ahmadi          | Légpuska              | 417,8     | 3.        |          |          | 122,5   | 6.       |
| Najmeh Khedmati        | Légpuska              | 415,7     | 11.       |          |          | kiesett | kiesett  |
| Najmeh Khedmati        | Sportpuska, összetett | 583       | 6.        |          |          | 402,3   | 8.       |
| Mahlagha Jambozorg     | Sportpuska, összetett | 574       | 27.       |          |          | kiesett | kiesett  |

## Súlyemelés
Férfi
| Versenyző            | Versenyszám | Szakítás | Szakítás | Lökés                    | Lökés                    | Összesen | Helyezés |
| Versenyző            | Versenyszám | Eredmény | Helyezés | Eredmény                 | Helyezés                 | Összesen | Helyezés |
| -------------------- | ----------- | -------- | -------- | ------------------------ | ------------------------ | -------- | -------- |
| Kiánus Rosztami      | 85 kg       | 179      | 1.       | 217                      | 1.                       | 396      |          |
| Ali Hashemi          | 94 kg       | 173      | 7.       | 210                      | 7.                       | 383      | 7.       |
| Sohrab Moradi        | 94 kg       | 182      | 1.       | 221                      | 1.                       | 403      |          |
| Mohammad Reza Barari | 105 kg      | 186      | 6.       | 220                      | 7.                       | 406      | 6.       |
| Behdád Szalimi       | +105 kg     | 216      | 1.       | érvényes kísérlet nélkül | érvényes kísérlet nélkül | kiesett  | kiesett  |

## Taekwondo
Férfi
| Versenyző          | Versenyszám | Nyolcaddöntő                 | Negyeddöntő              | Elődöntő          | Vigaszág elődöntő | Bronz- mérkőzés   | Döntő             | Helyezés |
| Versenyző          | Versenyszám | Ellenfél Eredmény            | Ellenfél Eredmény        | Ellenfél Eredmény | Ellenfél Eredmény | Ellenfél Eredmény | Ellenfél Eredmény | Helyezés |
| ------------------ | ----------- | ---------------------------- | ------------------------ | ----------------- | ----------------- | ----------------- | ----------------- | -------- |
| Farzan Ashourzadeh | Légsúly     | Omar Hajjami (MAR) · 3-4     | kiesett                  | kiesett           |                   |                   |                   | 11.      |
| Mahdi Khodabakhshi | Váltósúly   | Miguel Ferrera (HON) · 13-1  | Milad Beigi (AZE) · 5-17 | kiesett           |                   |                   |                   | 9.       |
| Sajjad Mardani     | Nehézsúly   | Pita Taufatofua (TGA) · 16-1 | Mahama Cho (GBR) · 3-4   | kiesett           |                   |                   |                   | 9.       |

Női
| Versenyző      | Versenyszám | Nyolcaddöntő              | Negyeddöntő           | Elődöntő          | Vigaszág elődöntő                | Bronz- mérkőzés              | Döntő             | Helyezés |
| Versenyző      | Versenyszám | Ellenfél Eredmény         | Ellenfél Eredmény     | Ellenfél Eredmény | Ellenfél Eredmény                | Ellenfél Eredmény            | Ellenfél Eredmény | Helyezés |
| -------------- | ----------- | ------------------------- | --------------------- | ----------------- | -------------------------------- | ---------------------------- | ----------------- | -------- |
| Kimia Alizadeh | Pehelysúly  | Ana Zaninović (CRO) · 7-6 | Eva Calvo (ESP) · 7-8 |                   | Phannapa Harnsujin (THA) · 14-10 | Nikita Glasnovic (SWE) · 5-1 |                   |          |

## Úszás
Férfi
| Versenyző        | Versenyszám | Előfutam | Előfutam | Előfutam | Elődöntő | Elődöntő | Elődöntő | Döntő   | Döntő    |
| Versenyző        | Versenyszám | Idő      | Hely.    | Össz.    | Idő      | Hely.    | Össz.    | Idő     | Helyezés |
| ---------------- | ----------- | -------- | -------- | -------- | -------- | -------- | -------- | ------- | -------- |
| Arya Nasimi Shad | 200 m mell  | 2:20,18  | 7.       | 39.      | kiesett  | kiesett  | kiesett  | kiesett | kiesett  |

## Vívás
Férfi
| Versenyző       | Versenyszám  | 32-es főtábla               | Nyolcaddöntő                         | Negyeddöntő                   | Elődöntő                  | Bronz- mérkőzés                              | Döntő             | Helyezés |
| Versenyző       | Versenyszám  | Ellenfél Eredmény           | Ellenfél Eredmény                    | Ellenfél Eredmény             | Ellenfél Eredmény         | Ellenfél Eredmény                            | Ellenfél Eredmény | Helyezés |
| --------------- | ------------ | --------------------------- | ------------------------------------ | ----------------------------- | ------------------------- | -------------------------------------------- | ----------------- | -------- |
| Mojtaba Abedini | Kard, egyéni | Andrij Jahodka (UKR) · 15-9 | Ku Bongil (Gu Bon-gil) (KOR) · 15-12 | Vincent Anstett (FRA) · 15-13 | Daryl Homer (USA) · 14-15 | Kim Dzsonghvan (Kim Jeong-hwan) (KOR) · 8-15 |                   | 4.       |
| Ali Pakdaman    | Kard, egyéni | Matyas Szabo (GER) · 11-15  | kiesett                              | kiesett                       | kiesett                   | kiesett                                      | kiesett           | 20.      |